# TVI Reality
TVI Reality es un canal de televisión privado de Portugal, perteneciente a Media Capital. Se trata de un canal dedicado a la telerrealidad.

## Historia
Se presentaron varias opciones para la denominación del canal: Canal Big Brother, TVI Eventos y TVI Direct, siendo un canal que emitiría en directo las casas de Big Brother, Big Brother VIP y Secret Story.
Finalmente, se decidió que el canal se llamaría TVI Reality, iniciando emisiones el 3 de octubre de 2015, el mismo día que TVI África inició sus emisiones.
El canal se encontraba disponible en exclusiva en NOS hasta el 28 de abril de 2020, cuando empezó a emitir en MEO. En febrero de 2023, el canal empezó a emitir en Vodafone TV.
El 30 de septiembre de 2019, el canal comenzó a emitir en HD.

## Programación
- Big Brother
- O Triângulo
- BB Desafio Final
- Secret Story - Casa Dos Segredos
- Confessionário
- Love on Top
- A Quinta